# Vejen Kommune (1970-2006)
Vejen Kommune i Ribe Amt blev dannet ved kommunalreformen i 1970. Ved strukturreformen i 2007 blev den udvidet til den nuværende Vejen Kommune ved indlemmelse af Brørup Kommune, Holsted Kommune og Rødding Kommune.

## Tidligere kommuner
Inden kommunalreformen blev Vejen sognekommune lagt sammen med en nabo:
| Kommune | Folketal september 1965 | Byer           |
| ------- | ----------------------- | -------------- |
| Læborg  | 775                     |                |
| Vejen   | 6.371                   | Askov og Vejen |
| I alt   | 7.146                   |                |

Ved selve kommunalreformen blev Vejen Kommune dannet ved sammenlægning af 5 sognekommuner:
| Kommune      | Folketal 1. januar 1970 | Byer        |
| ------------ | ----------------------- | ----------- |
| Andst        | 1.519                   | Store Andst |
| Gesten       | 1.403                   | Gesten      |
| Malt         | 1.693                   |             |
| Veerst-Bække | 2.261                   | Bække       |
| Vejen        | 7.452                   |             |
| I alt        | 14.328                  |             |

## Sogne
Vejen Kommune bestod af følgende sogne:
- Andst Sogn (Anst Herred)
- Bække Sogn (Anst Herred)
- Gesten Sogn (Anst Herred)
- Læborg Sogn (Malt Herred)
- Malt Sogn (Malt Herred) – hvorfra Askov Sogn blev udskilt i 1987
- Veerst Sogn (Anst Herred)
- Vejen Sogn (Malt Herred)

## Borgmestre[3]
| Navn         | Parti                       | Periode   |
| ------------ | --------------------------- | --------- |
| Arne Hansen  | Venstre                     | 1970-1982 |
| Lis Aaltonen | Det Konservative Folkeparti | 1982-1986 |
| Bent Jensen  | Venstre                     | 1986-1995 |
| Regnar Busk  | Venstre                     | 1995-2006 |

## Rådhus
Vejens gamle rådhus blev revet ned i slutningen af 2017.